# Fascellina clausaria
Fascellina clausaria är en fjärilsart som beskrevs av Walker 1866. Fascellina clausaria ingår i släktet Fascellina och familjen mätare. Inga underarter finns listade i Catalogue of Life.